# Pachydermata
I pachidermi (Pachydermata Cuvier, 1796) sono un ordine obsoleto di mammiferi descritto da  Gottlieb Storr, Georges Cuvier ed altri.
Il nome "pachiderma" deriva dalla composizione di due parole greche (παχυ e δέρμα) col significato di "pelle spessa", in riferimento alla pelle spessa e coriacea la cui presenza è stata utilizzata da Cuvier come elemento accomunante, assieme alle grandi dimensioni ed alla presenza di zoccoli, per l'ascrizione a questo ordine. Il termine pachiderma è comunemente usato per descrivere elefanti, rinoceronti, ippopotami e tapiri. Studi genetici hanno determinato che il raggruppamento è artificiale in quanto classificazione biologica.

## Tassonomia
Sebbene con le conoscenze odierne sia possibile affermare con certezza che questo ordine è polifiletico in quanto un raggruppamento artificiale di animali non strettamente imparentati fra loro, ma accomunati dalla presenza di alcune caratteristiche in comune, ai tempi della sua istituzione esso fu preso in grande considerazione ed adottato dalla maggior parte degli zoologi, fra i quali, ad esempio, Charles Darwin. La tassonomia dell'ordine Pachydermata, nell'accezione di Cuvier, era la seguente:
Classe Mammalia
- Ungulata
  - Ordine Pachydermata
    - Famiglia Perissodactyla (cavalli, rinoceronti e tapiri)
    - Famiglia Proboscidea (elefanti)
    - Famiglia Suina (suini, pecari ed ippopotami)

Attualmente, i Perissodattili ed i Proboscidati sono considerati ordini a sé stanti, mentre ippopotami e suidi formano due famiglie nell'ambito dell'ordine Artiodactyla: il nome "pachiderma", tuttavia, permane per indicare elefanti, rinoceronti, ippopotami e tapiri (che sono gli unici di questo ordine).